# Brama Wodna w Raciborzu
Brama Wodna – nieistniejąca już brama miejska w Raciborzu. Wybudowano ją w 1835 roku po przebiciu murów miejskich, niedaleko miejsca w którym stoi dziś budynek Szkoły Podstawowej nr 4 przy ulicy Wojska Polskiego. Na bramie kończyła się jedna z odnóg dawnych miejskich wodociągów. Była otwierana tylko na wypadek zagrożenia pożarem, aby sprawnie przetransportować wodę z pobliskiej Psinki. Z czasem zaczęto ją także otwierać co czwartek (dzień targowy) dla wjazdu furmanek oraz ruchu pieszego.